# آلیسا کاچر
آلیسا کاچر (به روسی: Алеса Михайловна Качер) (زادهٔ ۹ مهٔ ۱۹۸۷، مینسک، بلاروس) بازیگر زن اهل روسیه است.
آلیسا کاچر دانش‌آموختهٔ رشتهٔ سینما در مؤسسه سینمایی گراسیموف است، که در سال ۲۰۰۸ از این مؤسسه فارغ‌التحصیل شد. وی تا کنون در ۱۵ اثر در کشورهای روسیه، اوکراین، بلاروس، آذربایجان و ایران ایفای نقش کرده‌است.
آلیسا کاچر در ایران در فیلم استرداد به کارگردانی علی غفاری به ایفای نقش پرداخت. وی بازی خوبی در این فیلم ایرانی داشت تا کارگردان بتواند بدون درگیر شدن با مسئلهٔ بی‌حجابیِ یک زن ایرانیِ پیش از انقلاب و استفاده از کلشیه‌هایی چون کلاه و غیره یک شخصیت نزدیک به واقع در فیلم ارائه دهد.
وی در سال ۲۰۱۰ حرفهٔ گویندگی را امتحان کرد و در برنامهٔ موفقِ «من باد خواهم شد» توانست در عرصهٔ رادیو و تلویزیون نیز به شهرت برسد.